# Петросашен
Петросашен (азерб. Petrosaşen, арм. Պետրոսաշեն), ранее — Бедурускенд (азерб. Beduruskənd), — бывшее село в административно-территориальном округе села Чайлаггала Ходжавендского района Азербайджана. Предполагается, что это село было переименовано или больше не существует, поскольку в административно-территориальном делении Азербайджана не упоминается под этим названием, однако это село упоминается в Азербайджанской Национальной Энциклопедии.

## Этимология
Название села Петросашен в переводе с армянского означает «село Петроса». Упоминавшееся ранее название Берурускенд в переводе с азербайджанского означает «село Бедурус», «село Бедуруса». Возможно, Петрос и Бедурус это разные формы одного имени.
В документах название села могло указываться также как Петровашен (азерб. Petrovaşen), Петрусашен.

## География
Располагался в 20-21 км. к западу от Гадрута, в 3 км. к юго-западу от села Чайлаггала, в гористой, лесистой местности.

## История
До вхождение в состав Российской империи территория села входила в состав Дизакского магала Карабахского ханства.
Село пострадало во время Армяно-азербайджанской война 1918—1920 гг. По словам историка Ричарда Ованнисяна, в конце ноября 1918 года мусульманские банды разрушили Петросашен и два других армянских села, Спитакшен и Ашагы-Фараджан, три оставшихся села между Нагорным Карабахом и Зангезуром, таким образом разделив два горных региона.
В Азербайджанской сельскохозяйственной переписи 1921 года населённый пункт упоминается под названием Бедурускенд в составе Кубатлинского уезда. В административном делении АССР (Азербайджанская ССР) на 1933 год упоминается населённое место Петровашен в составе Автономной Области Нагорного Карабаха. Однако, в административно-территориальном делении Азербайджанской ССР на 1961, 1963, 1968, 1977 годы это село не упоминается в списках населённых пунктов Нагорно-Карабахской Автономной Области. Указом Президиума Верховного Совета Азербайджанской ССР от 26 марта 1982 года было постановлено по Гадрутскому району Нагорно-Карабахской автономной области включить в списки населённых пунктов селение Петросашен как фактически существующее в составе Хцабертского (ныне село Чайлаггала) сельского Совета — то есть в советский период на 1982 год село входило в состав Хцабертского (ныне село Чайлаггала) сельского Совета Гадрутского района Нагорно-Карабахской автономной области (НКАО) Азербайджанской ССР.
2 сентября 1991 года на совместной сессии Нагорно-Карабахского областного и Шаумяновского районного Советов народных депутатов была принята Декларация о провозглашении Нагорно-Карабахской Республики в границах Нагорно-Карабахской автономной области (НКАО) и сопредельного Шаумяновского района Азербайджанской ССР.
26 ноября 1991 года Верховный Совет Азербайджанский Республики принял Закон «Об упразднении Нагорно-Карабахской автономной области Азербайджанской Республики». В этом Законе было постановлено помимо упразднения Нагорно-Карабахской Автономной Области (НКАО), в том числе также и переименование Мартунинского района в Ходжаведский, упразднение Гадрутского района и присоединение территории Гадрутского района в состав Ходжавендского района. Решением Милли Меджлиса Азербайджанской Республики № 428 от 29 декабря 1992 года село Хтсаберт (или Хцаберт) было переименовано в Чайлаггала. В настоящее время административно-территориальный округ села Чайлаггала находится в составе Ходжавендского района Азербайджана, но село Петросашен в списке населённого пунктов Чайлаггалинского сельского административно-территориального округа и всего Ходжавендского района не упоминается. Однако в Азербайджанской Национальной Энциклопедии село Петросашен упоминается как село в составе Чайлаггалинского административного округа Ходжавендского района Азербайджанской Республики.
В результате Карабахского конфликта территория села в начале 1990-х годов попала под контроль непризнанной Нагорно-Карабахской Республики (НКР) и согласно административно-территориальному делению непризнанной республики находилась в составе Гадрутского района НКР.
Как сообщает Azadliq.info, во время произошедшей осенью 2020-го года Второй Карабахской войны, Вооружённые силы Азербайджана, наступая 26 октября 2020 года из села Сафиян Лачынского района в северо-восточном направлении, в течение двух дней восстановили контроль над сёлами Ашагы-Фараджан, Арпагядик и Петросашен.

## Памятники истории и культуры
В селе находилась церковь имени Степаноса (XII век), рядом находились городище Гошархач, пещера Зори (Галалави) и крепость Товмас (IX век).

## Население
В сельскохозяйственной переписи 1921 года упоминается как Бедурускенд — отсёлок села Агджакенд Кубатлинского уезда Азербайджанской ССР, вместе с которым имел население 278 человек (55 хозяйств), преобладающая национальность — армяне.
В 1974 году в селе проживало 24, а в 1984 году — 14 армян, приехавших сюда в 1905 году из села Ашагы-Фараджан Лачынского района.
После Первой карабахской войны 1990-х годов село не было заселено. По состоянию на 2015 год в этом селе никто не жил.

## Известные люди
В 2020 году 100-летний юбилей в Пятигорске отметил уроженец села Петросашен — Иван Саркисян, награждённый Орденом Отечественной войны I степени. Юбиляру вручили именное поздравление от президента Владимира Путина.